# MV Agusta 750
La MV Agusta 750, o chiamata anche MV Agusta 750 Sport o 750 S, è una motocicletta prodotta dalla casa motociclistica italiana MV Agusta dal 1970 al 1975. La produzione totale fu di circa 583 esemplari.

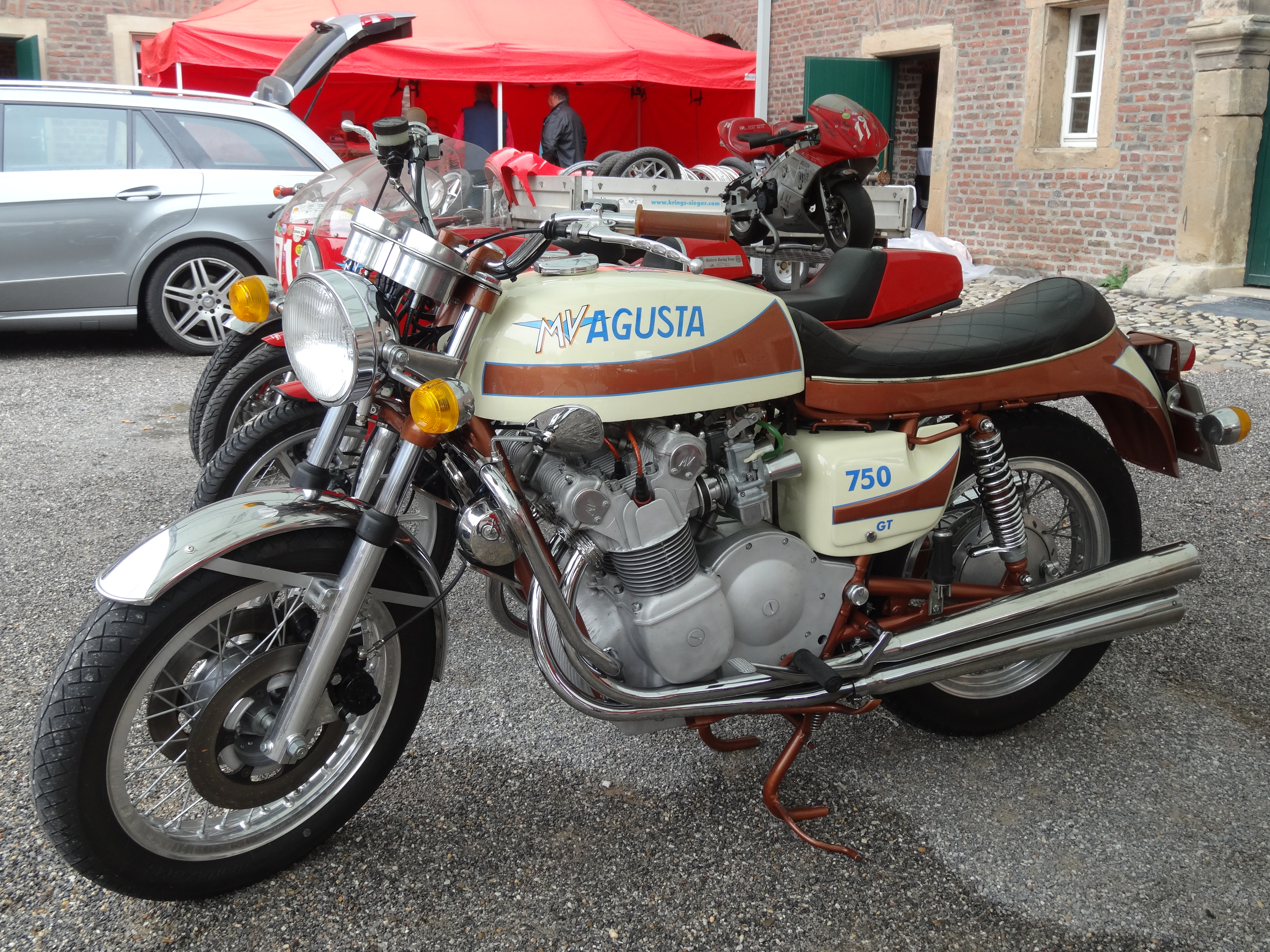
750 GT

## Profilo

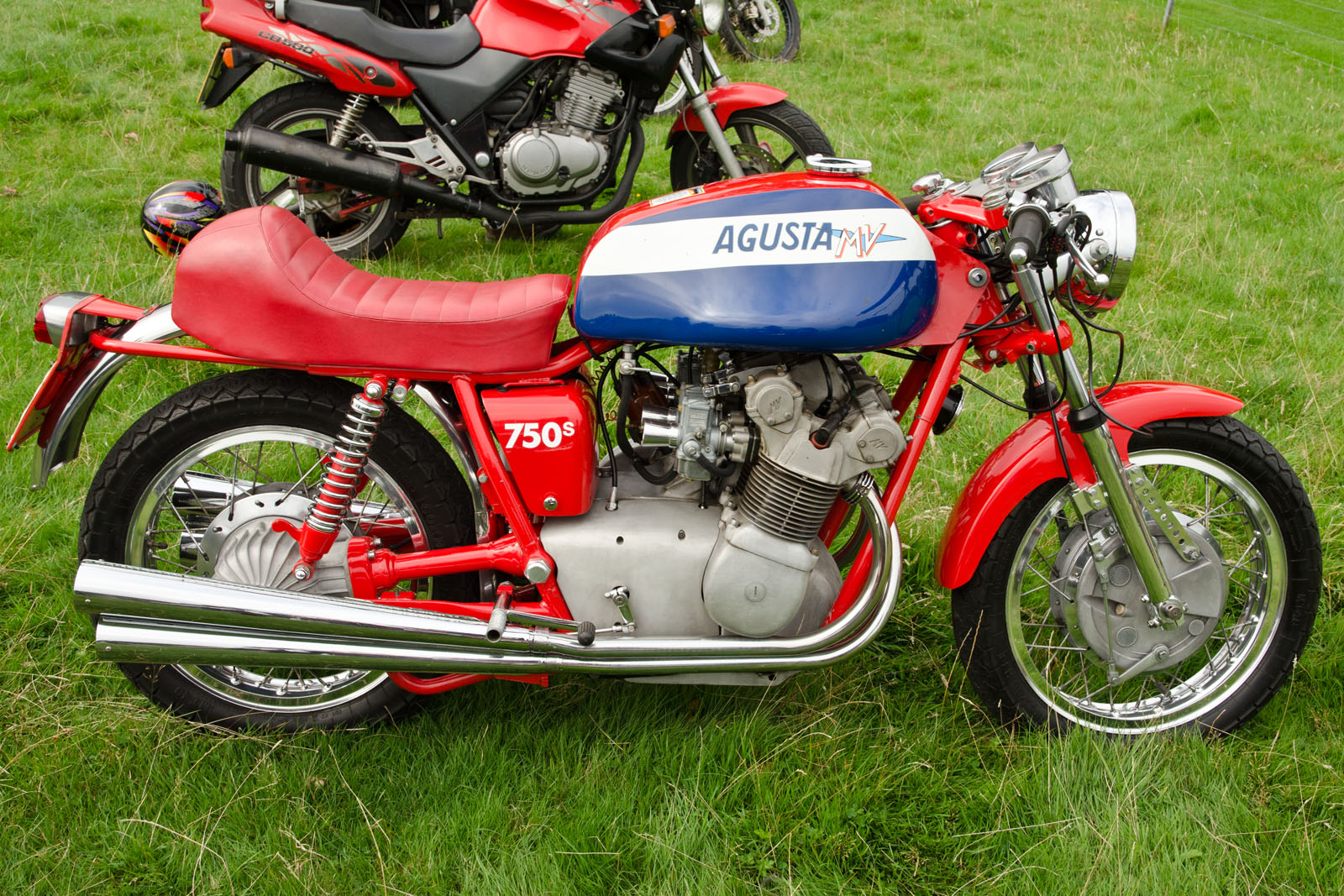
750S

Il modello precedente, la MV Agusta 600, era stata concepita come moto da turismo ma non ebbe un grande successo. La sua erede, la 750 S, fu progettata invece con un'impostazione più sportiva. Il motore a quattro cilindri in linea raffreddato ad aria venne incrementato nella cilindrata aumentando l'alesaggio, l'impianto di scarico venne aggiornato e la sella, il serbatoio e il manubrio furono modificati. Il propulsore che aveva la distribuzione a doppio albero a camme in testa, era coadiuvat da un cambio montato sul lato destro del motore. Rispetto alla 600, la 750 utilizzava all'avantreno un freno a tamburo con doppio pattino mentre al retrotreno sempre un tamburo ma con un unico pattino. Nel 1974 il tamburo anteriore venne sostituito da un più moderno impianto frenante con circuito idraulico a doppio disco.

## Varianti
Erano disponibili altre due varianti basate sulla MV Agusta 750 S:
- MV Agusta GT (1972–74):[3] versione depotenziata a 69 CV (51 kW) a 8450 giri/min, realizzata in 33 esemplari;
- MV Agusta SS (1971–75): chiamata anche in Germania MV Agusta SS Daytona, era la più potente con 76 CV (57 kW) a 9900 giri/min e ed era dotata di carenatura completa.